# Tipula (Platytipula) honorifica
Tipula (Platytipula) honorifica is een tweevleugelige uit de familie langpootmuggen (Tipulidae). De soort komt voor in het Palearctisch gebied.